# جيف هاميلتون
جيف هاميلتون (بالإنجليزية: Jeff Hamilton)‏ هو لاعب كرة قاعدة أمريكي، ولد في 19 مارس 1964 في فلينت في الولايات المتحدة.

## وصلات خارجية
- جيف هاميلتون على موقعبيزبول رفرنس.كوم (الدوري الرئيسي) (الإنجليزية)
- جيف هاميلتون على موقعبيزبول رفرنس.كوم (الدوري الثانوي) (الإنجليزية)